# Río Kagalnik
El río Kagalnik (del ruso: Kagalnik) es un río del óblast de Rostov del sur de Rusia que desemboca en el mar de Azov en Kagalnik, en el extremo meridional del delta del Don.

## Características del curso

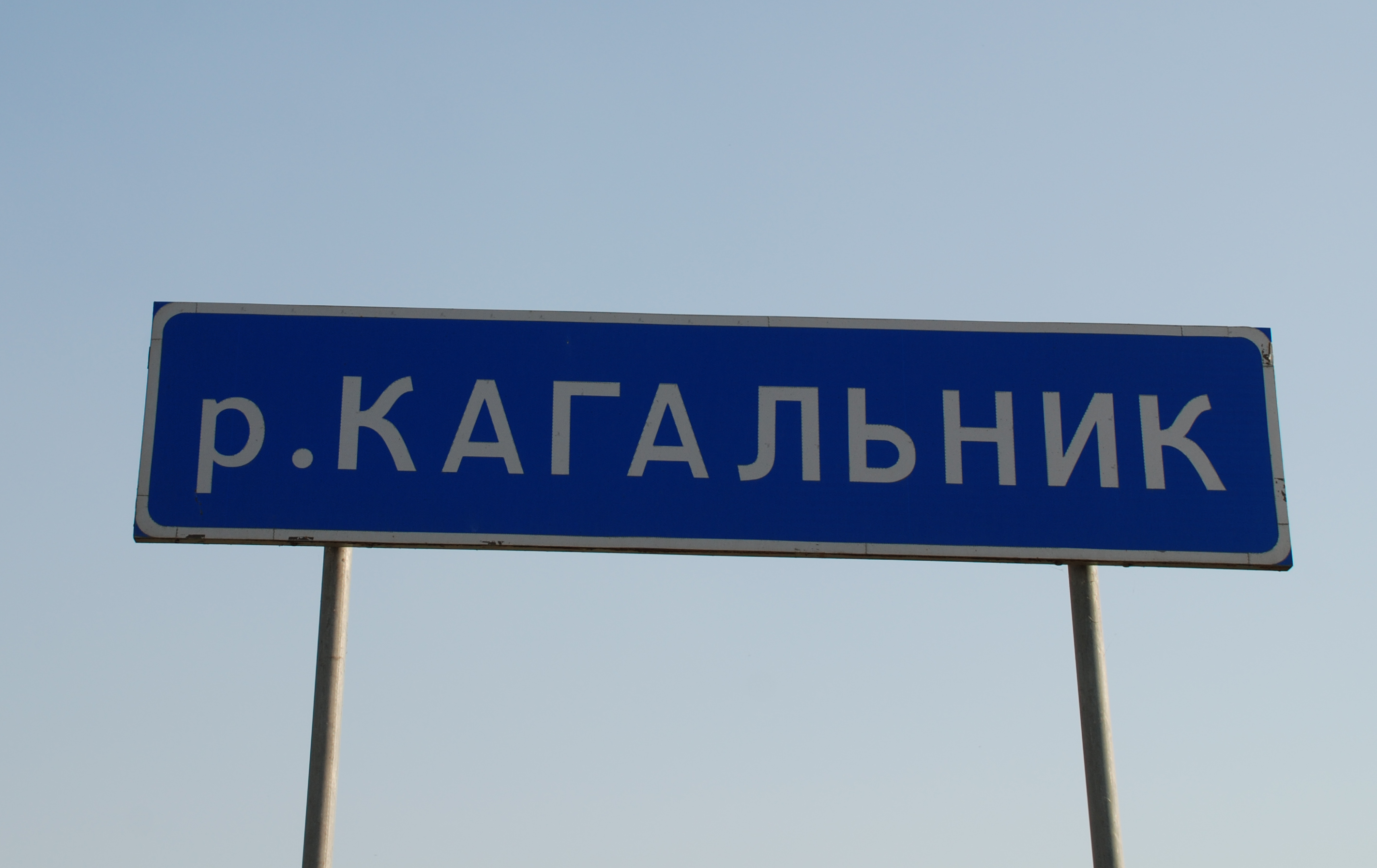
Señal de carretera al paso del río.

El río nace al este de Popov, en la denominada estepa del Sal. Su curso, prácticamente paralelo al del río Don, que se sitúa al norte, transcurre por las tierras bajas de Kubán-Azov en dirección este-oeste, al principio ligeramente desviado al sur, para en su curso bajo desviarse hacia el norte en busca del delta del Don y el golfo de Taganrog del mar de Azov. Su régimen nival lo convierte en temporadas en un río profundo y caudaloso, por lo que a lo largo de su curso son frecuentes las presas y pequeños embalses.  Tras pasar por Popov y Krasnye Luchi, el río deja en su orilla izquierda a Novokuznetsovka y recibe las aguas de varios pequeños ríos que forman parte de su cabecera, por la derecha el arroyo viene desde Novye Postroiki y Sogrovi pasando por Bulochkin, Verjnie Joroli y Srédniye Joroli, mientras que por la izquierda vienen desde Krasnoglinski, Pishvanov y Donskói. 
El río prosigue transcurre por un valle estrecho y árido de 20-30 metros en sus partes más estrechas y 50-60 en las amplias. Pasa por Rechnói, deja a la derecha Komsomolski, pasa por Rakitni y Kagalnichok (donde deja el raión de Zernograd y entra en el de Kagalnítskaya) y describe una curva hacia al sur al recibir por la derecha las aguas del río Kamyshevaja, que viene desde Zelenopolski, Kamyshevaja, Zhúkovo-Tatarski y Rákovo-Tavricheski por Rodnikí y Krasni Yar. Deja en su orilla izquierda Malínovka y atraviesa Kagalnítskaya donde recibe en la orilla izquierda un arroyo procedente del suroeste de Zernograd y Zernovói. Unos kilómetros más abajo en el curso del río, el Kagalnik recibe en su orilla izquierda las aguas de su segundo afluente más largo, el Mechetka (50 km), en cuya desembocadura se halla Dvuréchie. 
Desde aquí el curso del río se vuelve más tortuoso y su valle más ancho, mientras deja a su paso Seredin, Kut, Druzhni, Vasílievo-Shámshevo, Svoi Trud, Ivánovo-Shámshevo, Lugán, Novobataisk y Samara. A continuación recibe por la orilla izquierda las aguas de su principal afluente, el Elbuzd (55 km), justo a la altura de Samárskoye, que está en su orilla derecha. En la izquierda está Zadonski, Pobeda y Levoberezhni y Peschani, mientras que por la derecha se suceden Kochevanchik y Novonikoláyevka.
A partir de esta última localidad, el lecho del Kagalnik se divide en dos, el meridional (principal), y el septentrional, más antiguo, que forma numerosos lagos y yérik. En ambas cursos se suceden Yereméyevka, Zelioni Mys, Vysochino, Milo-Yákovlevka y Plátono-Petrovka, donde se reúnen ambos brazos del río. El río prosigue hacia el mar dejando a la derecha a Pávlovka, Peshkovo, Zelioni y Kagalnik. A la altura de Zelioni, el río se divide en dos distributarios formando varios yériks y brazos muertos en sus últimos 4.5 km hasta el mar, el Sujói Kagalnik al norte, y el Mokrói Kagalnik al sur, a cuya orilla se encuentra Beregovói.

## Historia
Algunos investigadores asocian al río Kagalnik con el río Marubios citado por Claudio Ptolomeo. También ha sido asociado con el río Kayala que aparece en el Cantar de las huestes de Ígor como emplazamiento de una batalla entre Ígor Sviatoslávich y los polovtsi, pero en la actualidad los historiadores han descartado esta teoría. En recuerdo a la leyenda, la estación de ferrocarril de Samárskoye se llama Kayala.
Las primeras mediciones sobre los ríos locales fueron llevadas a cabo en el siglo XIX para la Descripción económica del uyezd de Rostov (Экономического описания Ростовского уезда) en Novonikoláyevka y Plátono-Petrovka. Durante las décadas de 1950 y 1960 se comenzó a observar una desecación progresiva del río que fue paliada con trabajos de limpieza y ahondamiento del lecho. Sin embargo en las últimas décadas se observa un aumento del caudal, favorecido por la desviación por el valle del Kaganlik de un canal de irrigación del Don, y de la vegetación de juncos, carex y otras vegetaciones pantanosas que disminuyen el caudal de agua. El trazado cambiante de los lechos de los diversos distributarios se testimonia en los pleitos registrados por los límites entre las tierras delimitadas por el curso del río que necesitaron ser establecidas 100 años después de los primeros registros en 1915.